# Léonard Mulamba
Léonard Mulamba (Luluabourg, 1928 – 12 augustus 1986), later gezairianiseerd als Mulamba Nyunyi wa Kadima, was een Congolees militair en politicus.

## Biografie

### Vroege carrière
Mulamba werd geboren in de regio Kasaï in 1928. Hij trad in 1949 toe tot de koloniale gendarmerie van de Force Publique, en klom op tot de rang van Sergeant-Majoor tegen 1960, kort na de onafhankelijkheid. In 1960 leidde Mulamba het IX-bataljon gendarmes in Luluabourg.

### Commandant in Stanleystad
In 1962 kreeg hij de opdracht om het 3e Groupement in Stanleystad te leiden. Hij kreeg internationale erkenning voor zijn verdediging van Bukavu en zijn leiderschap tijdens de Simba-opstand van 1964, inclusief een van de meest beslissende veldslagen. Na de herovering van Stanleystad op de rebellen in 1964 werd hij benoemd tot militair gouverneur van de gehele noordoostelijke regio.

### Chef van de Generale Staf
Mulamba werd vervolgens in oktober 1964 benoemd tot Chef van de Generale Staf van het Congolese Nationale Leger (ANC), en diende tot november 1965. Gedurende deze periode genoot hij populariteit onder de troepen onder zijn commando.

### Benoeming tot premier
Op 25 november 1965 vond er een staatsgreep plaats onder leiding van Joseph-Désiré Mobutu, wat leidde tot Mulamba's benoeming tot premier.

### Ontslag en ambassadeurschap
Zijn ambtstermijn was echter van korte duur, aangezien Mobutu hem op 26 oktober 1966 afzette, onder vermelding van Mulamba's vermeend lakse reactie op de muiterij van het Baka Regiment in Stanleystad. Na zijn ontslag nam Mobutu beide posities van regeringsleider en staatshoofd over. Mulamba diende vervolgens als ambassadeur in India van 1967 tot 1969, in Japan van 1969 tot 1976 en in Brazilië van 1976 tot 1979.
Patrice Lumumba · 
Joseph Iléo ·  
Justin Bomboko · 
Antoine Gizenga · 
Cyrille Adoula · 
Moïse Tshombe ·
Évariste Kimba ·
Léonard Mulamba
Afscheidingscrisis:
Katanga · Zuid-Kasaï · Invasie van Zuid-Kasaï
Belangrijkste operaties/gevechten: Force Publique-muiterijen · Congo-Stanleystad · ONUC · Operatie Rum Punch · Niemba hinderlaag · Slag om Kabalo · Slag bij Jadotstad · Operatie Unokat · Aanval op Kamp Massart · Operatie Grandslam · Kindu Bloedbad · Incident bij Port Francqui · Kanyarwanda-oorlog · Kwilu-opstand · Simba-opstand · Operaties Rode en Zwarte Draak · Operatie White Giant · Operatie Violettes Imperiales · Operatie Zuid · Operatie Banzi
Andere belangrijke gebeurtenissen:
Ontbinding van de Lumumba-regering · Moord op Lumumba · Overlijden van Dag Hammarskjöld